# بیمارستان امام حسین (کرمان)
بیمارستان امام حسین بیمارستانی است درمانی وابسته به نیروی زمینی ارتش جمهوری اسلامی ایران واقع در کرمان، استان کرمان است.